# Grande Prêmio da África do Sul de 1993
Resultados do Grande Prêmio da África do Sul de Fórmula 1 realizado em Kyalami em 14 de março de 1993. Primeira etapa do campeonato, foi vencido pelo francês Alain Prost em sua reestreia na categoria como piloto da Williams-Renault. Em segundo lugar com sua McLaren-Ford, Ayrton Senna conquistou seu melhor resultado em Kyalami e Mark Blundell completou o pódio com a Ligier-Renault. Foi também a última corrida de Fórmula 1 em território sul-africano, marca ainda vigente em 2025.
Originalmente prevista para 28 de fevereiro, a prova sul-africana foi adiada em duas semanas pela FISA por razões econômicas, comerciais, logísticas e desportivas, sobretudo alusivas à definição de quais pilotos defenderiam as principais equipes da categoria.

## Resumo da prova

### Sob novo calendário
Anunciado pelo conselho mundial da Federação Internacional de Automobilismo Esportivo (FISA) em 7 de outubro de 1992, o calendário da Fórmula 1 para 1993 manteve as provas realizadas no ano anterior, a não ser pela exclusão do Grande Prêmio do México em prol do Grande Prêmio da Ásia que seria realizado em 4 de abril na pista japonesa de Autopolis, contudo a falência do empresário Tomonori Tsurumaki levou ao cancelamento da respectiva prova obrigando a FISA a reordenar o calendário, adiando as corridas da África do Sul e Brasil por duas semanas. Para preencher a lacuna asiática incluíram a pista de Donington Park onde ocorreria mais uma edição do Grande Prêmio da Europa em 11 de abril, sendo que desde 1938 este local não realiza corridas automobilísticas de renome. Ressalte-se que Donington Park foi escolhido após a FISA descartar o retorno de Áustria, Estados Unidos, México ou Países Baixos ao calendário mundial da velocidade.

### Bastidores sul-africanos
Esta foi a primeira vez desde 1971 que a primeira corrida de uma temporada não contou com a presença do campeão dos pilotos do ano anterior (Jochen Rindt faleceu nos treinos para o Grande Prêmio da Itália de 1970 e foi campeão póstumo graças à vitória de Emerson Fittipaldi nos EUA). Nigel Mansell, campeão de 1992, transferiu-se para a Fórmula Indy, onde conquistaria o título de 1993. Assim a Williams ficou impossibilitada de ostentar o número #1, e atribuiu o número #2 para designar Alain Prost e o #0 para Damon Hill, nesse último caso algo inédito desde o Grande Prêmio do Canadá e o Grande Prêmio dos Estados Unidos de 1973, quando Jody Scheckter defendia a McLaren.
Demitido pela Ferrari após o Grande Prêmio do Japão de 1991 por críticas acerbas à equipe, Alain Prost permaneceu fora das pistas no ano seguinte, mas em 18 de janeiro de 1992, o francês compareceu ao Autódromo do Estoril, onde testou o modelo Ligier JS37 concebido por Frank Dernie e Gérard Ducarouge. Embora Prost não tenha sido contratado, sua presença na equipe de Guy Ligier inseriu-lhe o nome como candidato a uma vaga na Williams numa boataria envolvendo também Nigel Mansell e Ayrton Senna, e graças ao poderio da Renault e da Elf, Alain Prost foi anunciado como piloto de Frank Williams no Grande Prêmio de Portugal de 1992 sob um contrato de dois anos como substituto de Nigel Mansell, que preferiu correr na Fórmula Indy, categoria onde foi campeão em seu ano de estreia pela Newman-Haas. Restava saber quem seria o companheiro de Prost em sua nova escuderia, dúvida sanada a partir do veto de Frank Williams à contratação de Senna e o anúncio de que a vaga em aberto no time de Grove seria destinada a um britânico. Neste caso o dirigente citou Martin Brundle e Damon Hill, contratando o filho do bicampeão Graham Hill.
Preterido pela Williams, Ayrton Senna cogitou tirar um ano sabático e teve seu nome envolvido numa possível transferência para a Fórmula Indy, sobretudo após testar um carro da Penske no Firebird International Raceway, próximo à cidade de Phoenix, Arizona, em 20 de dezembro de 1992, mas apesar do entusiasmo de Emerson Fittipaldi, o seu compatriota permaneceu junto a Ron Dennis e apostou no McLaren MP4/8 concebido por Neil Oatley. A continuidade da parceria Senna/McLaren deu-se um mês após um anúncio de que o brasileiro não correria pela equipe em 1993, na verdade um teatro armado para convencer a Philip Morris a investir mais no time após a saída da Honda.
Antes do primeiro treino livre, a March, que teria Jan Lammers e Jean-Marc Gounon como pilotos, encerrou suas atividades. Entretanto o número de times inscritos manteve-se o mesmo graças à estreia da Sauber com J. J. Lehto e Karl Wendlinger. Dentre os pilotos cabe mencionar as estreias de Luca Badoer, Michael Andretti (filho de Mario Andretti e campeão da Fórmula Indy em 1991) e Rubens Barrichello. Contudo foi a última corrida de Ivan Capelli, dispensado pela Jordan ao não se classificar para o Grande Prêmio do Brasil de 1993.

### Rivais na primeira fila
Aos vinte e seis minutos de treino Ayrton Senna assinalou a melhor marca, contudo foi Prost quem cravou o melhor tempo do dia aos trinta e dois minutos garantindo a pole com apenas oitenta e oito milésimos de vantagem para desgosto de seu rival. Desde o Grande Prêmio da França de 1989 o francês não conquistava a posição de honra (nessa corrida ele e o brasileiro largaram na primeira fila pela McLaren). Um novo recorte histórico assinala que os dois não saíam na fila de honra desde o Grande Prêmio da Bélgica de 1991 e naquela ocasião Senna ficou à frente ao conquistar a pole enquanto Prost, então piloto ferrarista, ascendeu ao segundo lugar após uma punição a Riccardo Patrese por conta de uma falha na marcha-a-ré de sua Williams na inspeção pós-treino.

### Prost vence na reestreia
Na largada, Senna pulou adiante e trouxe Hill consigo, mas como o inglês rodou logo nos primeiros metros, caiu várias posições e assim permitiu a perseguição de Schumacher e Prost ao brasileiro da McLaren. Após superar Schumacher na décima terceira volta, o francês inicia uma perseguição a Senna até superá-lo na vigésima quarta volta, quando o alemão Schumacher chegou ao segundo lugar. Como os dois vice-líderes foram aos boxes logo a seguir, Prost ficou na pista por mais uma volta e trocou seus pneus sem perder a liderança e quando retornou ao asfalto tinha Ayrton Senna em segundo lugar e Michael Schumacher em terceiro, graças ao bom pit stop realizado pela McLaren.
Após retornarem dos boxes, a vantagem de Alain Prost sobre Ayrton Senna girava em torno de três segundos e essa margem subiu paulatinamente enquanto o brasileiro detinha cerca de meio segundo sobre Michael Schumacher na disputa pela segunda posição. O duelo entre Senna e o alemão terminou na altura da quadragésima volta quando o piloto da Benetton empreendeu uma tentativa de ultrapassagem cujo resultado foi um toque de rodas que o eliminou da prova. Pouco depois, Riccardo Patrese rodou enquanto ocupava a terceira posição herdada de seu companheiro de equipe. A saída do italiano legou a Mark Blundell o terceiro lugar mas, tão logo isso ocorreu, o inglês da Ligier tomou uma volta de Alain Prost, líder da prova com mais de meio minuto sobre Ayrton Senna.
Sem ninguém a persegui-lo de perto, Alain Prost seguiu na liderança e administrou sua vantagem a ponto de cruzar a linha de chegada com quase um minuto e vinte segundos de diferença sobre Ayrton Senna, não obstante a chuva que caiu sobre Kyalami nas voltas finais. Foi a primeira dobradinha entre ambos desde os Estados Unidos em 1991 e a primeira vez que sobem juntos ao pódio desde a Itália naquele mesmo ano, além de ser a primeira vitória do francês desde o Grande Prêmio da Espanha de 1990, quando o mesmo defendia a Ferrari. Além disso, Mark Blundell subiu pela primeira vez ao pódio, o primeiro da Ligier desde o Grande Prêmio de Detroit de 1986, enquanto Christian Fittipaldi foi o quarto colocado com uma menção honrosa a J. J. Lehto que pontuou na corrida de estreia da equipe Sauber na Fórmula 1. Mesmo parando a duas voltas do fim, Gerhard Berger ficou em sexto lugar com sua Ferrari. Aliás, tanto o austríaco quanto o britânico Derek Warwick (sétimo colocado em sua reestreia), foram classificados por cumprirem mais de três quartos da corrida.
Quatro dias depois da prova, Alain Prost foi absolvido pelo conselho mundial da FISA ao se desculpar por críticas feitas à entidade.

## Classificação da prova

### Treinos
| Pos.    | Nº | Piloto               | Construtor            | Q1       | Q2       | Dif.    |
| ------- | -- | -------------------- | --------------------- | -------- | -------- | ------- |
| 1       | 2  | Alain Prost          | Williams-Renault      | 1:16.804 | 1:15.696 | —       |
| 2       | 8  | Ayrton Senna         | McLaren-Ford          | 1:17.152 | 1:15.784 | + 0.088 |
| 3       | 5  | Michael Schumacher   | Benetton-Ford         | 1:17.507 | 1:17.261 | + 1.565 |
| 4       | 0  | Damon Hill           | Williams-Renault      | 1:17.732 | 1:17.592 | + 1.896 |
| 5       | 27 | Jean Alesi           | Ferrari               | 1:18.775 | 1:18.234 | + 2.538 |
| 6       | 30 | J.J. Lehto           | Sauber                | 1:19.120 | 1:18.664 | + 2.968 |
| 7       | 6  | Riccardo Patrese     | Benetton-Ford         | 1:19.341 | 1:18.676 | + 2.980 |
| 8       | 26 | Mark Blundell        | Ligier-Renault        | 1:19.688 | 1:18.687 | + 2.991 |
| 9       | 7  | Michael Andretti     | McLaren-Ford          | 1:18.903 | 1:18.786 | + 3.090 |
| 10      | 29 | Karl Wendlinger      | Sauber                | 1:20.365 | 1:18.950 | + 3.254 |
| 11      | 19 | Philippe Alliot      | Larrousse-Lamborghini | 1:19.350 | 1:19.034 | + 3.338 |
| 12      | 25 | Martin Brundle       | Ligier-Renault        | 1:19.138 | 1:19.457 | + 3.442 |
| 13      | 23 | Christian Fittipaldi | Minardi-Ford          | 1:19.825 | 1:19.285 | + 3.589 |
| 14      | 14 | Rubens Barrichello   | Jordan-Hart           | 1:20.118 | 1:19.305 | + 3.609 |
| 15      | 28 | Gerhard Berger       | Ferrari               | 1:20.066 | 1:19.386 | + 3.690 |
| 16      | 11 | Alessandro Zanardi   | Lotus-Ford            | 1:20.150 | 1:19.396 | + 3.700 |
| 17      | 12 | Johnny Herbert       | Lotus-Ford            | 1:20.009 | 1:19.498 | + 3.802 |
| 18      | 15 | Ivan Capelli         | Jordan-Hart           | 1:20.841 | 1:19.759 | + 4.063 |
| 19      | 20 | Erik Comas           | Larrousse-Lamborghini | 1:21.000 | 1:20.081 | + 4.385 |
| 20      | 10 | Aguri Suzuki         | Footwork-Mugen/Honda  | 1:21.342 | 1:20.237 | + 4.541 |
| 21      | 3  | Ukyo Katayama        | Tyrrell-Yamaha        | 1:20.401 | 1:20.479 | + 4.705 |
| 22      | 9  | Derek Warwick        | Footwork-Mugen/Honda  | 1:20.821 | 1:20.402 | + 4.706 |
| 23      | 4  | Andrea de Cesaris    | Tyrrell-Yamaha        | 1:20.721 | 1:20.660 | + 4.964 |
| 24      | 24 | Fabrizio Barbazza    | Minardi-Ford          | 1:20.994 | 1:21.195 | + 5.298 |
| 25      | 21 | Michele Alboreto     | Lola-Ferrari          | 1:22.843 | 1:21.893 | + 6.197 |
| 26      | 22 | Luca Badoer          | Lola-Ferrari          | 1:24.737 | —        | + 9.041 |
| Fontes: |    |                      |                       |          |          |         |

### Corrida
| Pos.    | Nº | Piloto               | Construtor            | Voltas | Tempo/Diferença  | Grid | Pontos |
| ------- | -- | -------------------- | --------------------- | ------ | ---------------- | ---- | ------ |
| 1       | 2  | Alain Prost          | Williams-Renault      | 72     | 1:38:45.082      | 1    | 10     |
| 2       | 8  | Ayrton Senna         | McLaren-Ford          | 72     | + 1:19.824       | 2    | 6      |
| 3       | 26 | Mark Blundell        | Ligier-Renault        | 71     | + 1 volta        | 8    | 4      |
| 4       | 23 | Christian Fittipaldi | Minardi-Ford          | 71     | + 1 volta        | 13   | 3      |
| 5       | 30 | J. J. Lehto          | Sauber                | 70     | + 2 voltas       | 6    | 2      |
| 6       | 28 | Gerhard Berger       | Ferrari               | 69     | Motor            | 15   | 1      |
| 7       | 9  | Derek Warwick        | Footwork-Mugen/Honda  | 69     | Rodou            | 22   |        |
| Ret     | 25 | Martin Brundle       | Ligier-Renault        | 57     | Rodou            | 12   |        |
| Ret     | 21 | Michele Alboreto     | Lola-Ferrari          | 55     | Superaquecimento | 25   |        |
| Ret     | 20 | Erik Comas           | Larrousse-Lamborghini | 51     | Motor            | 19   |        |
| Ret     | 6  | Riccardo Patrese     | Benetton-Ford         | 46     | Rodou            | 7    |        |
| Ret     | 5  | Michael Schumacher   | Benetton-Ford         | 39     | Rodou            | 3    |        |
| Ret     | 12 | Johnny Herbert       | Lotus-Ford            | 38     | Abastecimento    | 17   |        |
| Ret     | 29 | Karl Wendlinger      | Sauber                | 33     | Motor            | 10   |        |
| Ret     | 14 | Rubens Barrichello   | Jordan-Hart           | 31     | Câmbio           | 14   |        |
| Ret     | 27 | Jean Alesi           | Ferrari               | 30     | Suspensão        | 5    |        |
| Ret     | 19 | Philippe Alliot      | Larrousse-Lamborghini | 27     | Rodou            | 11   |        |
| Ret     | 24 | Fabrizio Barbazza    | Minardi-Ford          | 21     | Colisão          | 24   |        |
| Ret     | 10 | Aguri Suzuki         | Footwork-Mugen/Honda  | 21     | Colisão          | 20   |        |
| Ret     | 22 | Luca Badoer          | Lola-Ferrari          | 20     | Câmbio           | 26   |        |
| Ret     | 0  | Damon Hill           | Williams-Renault      | 16     | Colisão          | 4    |        |
| Ret     | 11 | Alessandro Zanardi   | Lotus-Ford            | 16     | Colisão          | 16   |        |
| Ret     | 7  | Michael Andretti     | McLaren-Ford          | 4      | Colisão          | 9    |        |
| Ret     | 15 | Ivan Capelli         | Jordan-Hart           | 2      | Rodou            | 18   |        |
| Ret     | 3  | Ukyo Katayama        | Tyrrell-Yamaha        | 1      | Transmissão      | 21   |        |
| Ret     | 4  | Andrea de Cesaris    | Tyrrell-Yamaha        | 0      | Transmissão      | 23   |        |
| Fontes: |    |                      |                       |        |                  |      |        |

## Tabela do campeonato após a corrida
| Pos.    | Piloto               | Pontos |
| ------- | -------------------- | ------ |
| 1       | Alain Prost          | 10     |
| 2       | Ayrton Senna         | 6      |
| 3       | Mark Blundell        | 4      |
| 4       | Christian Fittipaldi | 3      |
| 5       | J. J. Lehto          | 2      |
| Fontes: |                      |        |

| Pos.    | Construtor       | Pontos |
| ------- | ---------------- | ------ |
| 1       | Williams-Renault | 10     |
| 2       | McLaren-Ford     | 6      |
| 3       | Ligier-Renault   | 4      |
| 4       | Minardi-Ford     | 3      |
| 5       | Sauber           | 2      |
| Fontes: |                  |        |

- Nota: Somente as primeiras cinco posições estão listadas.